# Benalauría

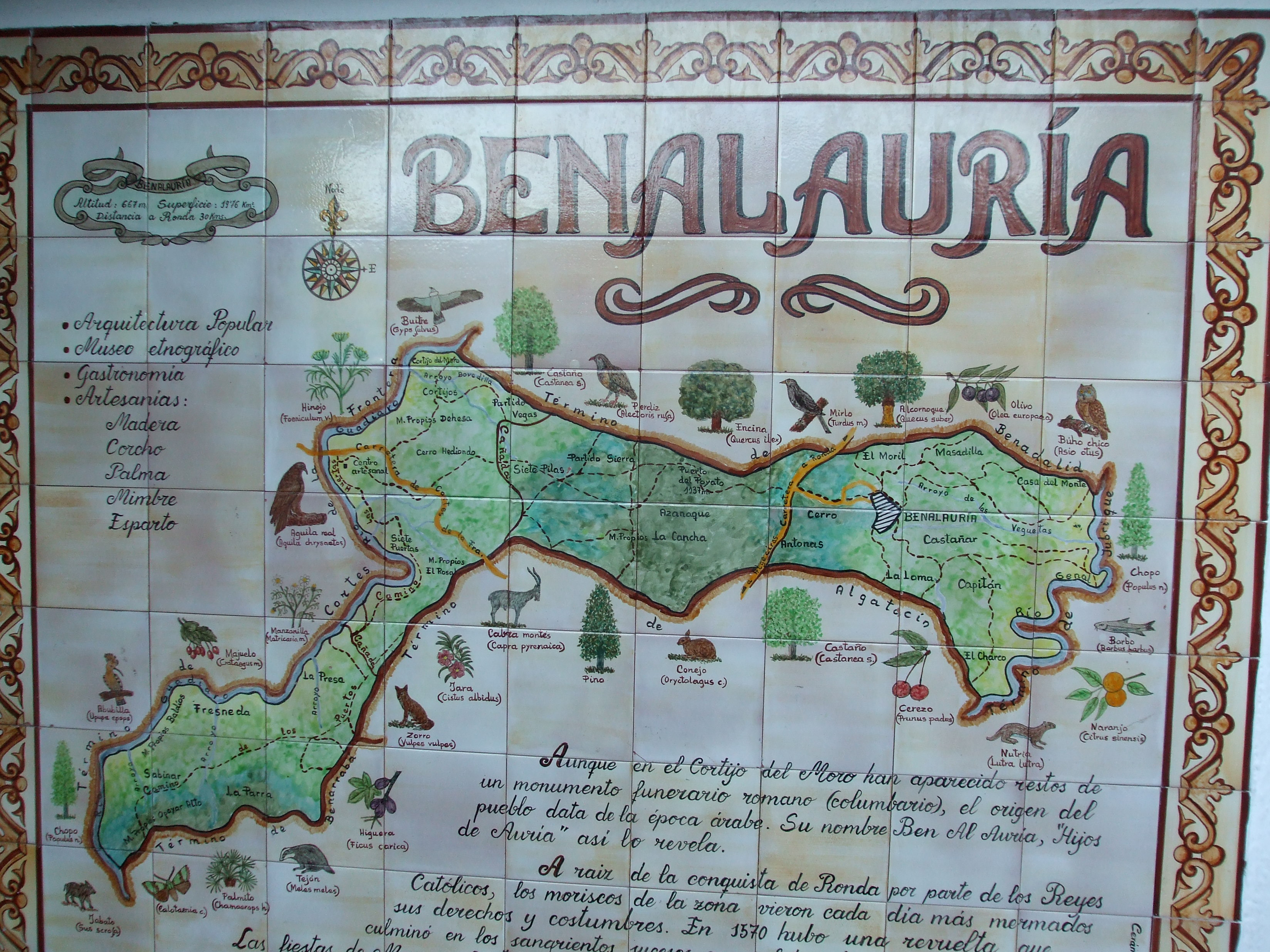
Azulejo que ilustra la geografía y la historia del municipio.

Benalauría es un municipio español de la provincia de Málaga (Andalucía), situado en el este de la provincia en el Valle del Genal, siendo una de las poblaciones que conforman la comarca de la Serranía de Ronda.
En el año 2020 el municipio contaba con 438 habitantes (INE 2020).

## Geografía
Situada a 667 metros sobre el nivel del mar (desde el pueblo se divisa Gibraltar y la costa norteafricana), dista 30 km de Ronda. Sus calles y casas conservan el típico ambiente rural de los pueblos de la Serranía de Ronda, comarca a la que pertenece.

## Naturaleza
La arboleda del quejigar de la Huerta del Médico está catalogada en el inventario andaluz de árboles y arboledas singulares de la Junta de Andalucía. Se trata de una extensión de 15 ha de quejigos o robles andaluces de tamaño importante.
En la zona este del municipio discurre el río Genal y al otro lado de la Loma de la Sierra (Poyato 1137 m s. n. m.) se encuentra el río Guadiaro y una zona de vega.

## Geografía humana

### Demografía
Cuenta con una población de 465 habitantes (INE 2024).
| Gráfica de evolución demográfica de Benalauría entre 1842 y 2021                                                      |
| |
| Población de derecho según los censos de población del INE. Población de hecho según los censos de población del INE. |

### Economía
Su economía se basa en la agricultura: vides, almendros, cítricos, olivares, encinares...destaca también la producción de corcho de sus alcornoques. Museo etnográfico.

#### Evolución de la deuda viva municipal
| Gráfica de evolución de Deuda viva del Ayuntamiento de Benalauría entre 2008 y 2019                                |
| |
| Deuda viva del Ayuntamiento de Benalauría en miles de Euros según datos del Ministerio de Hacienda y Ad. Públicas. |

## Política y administración

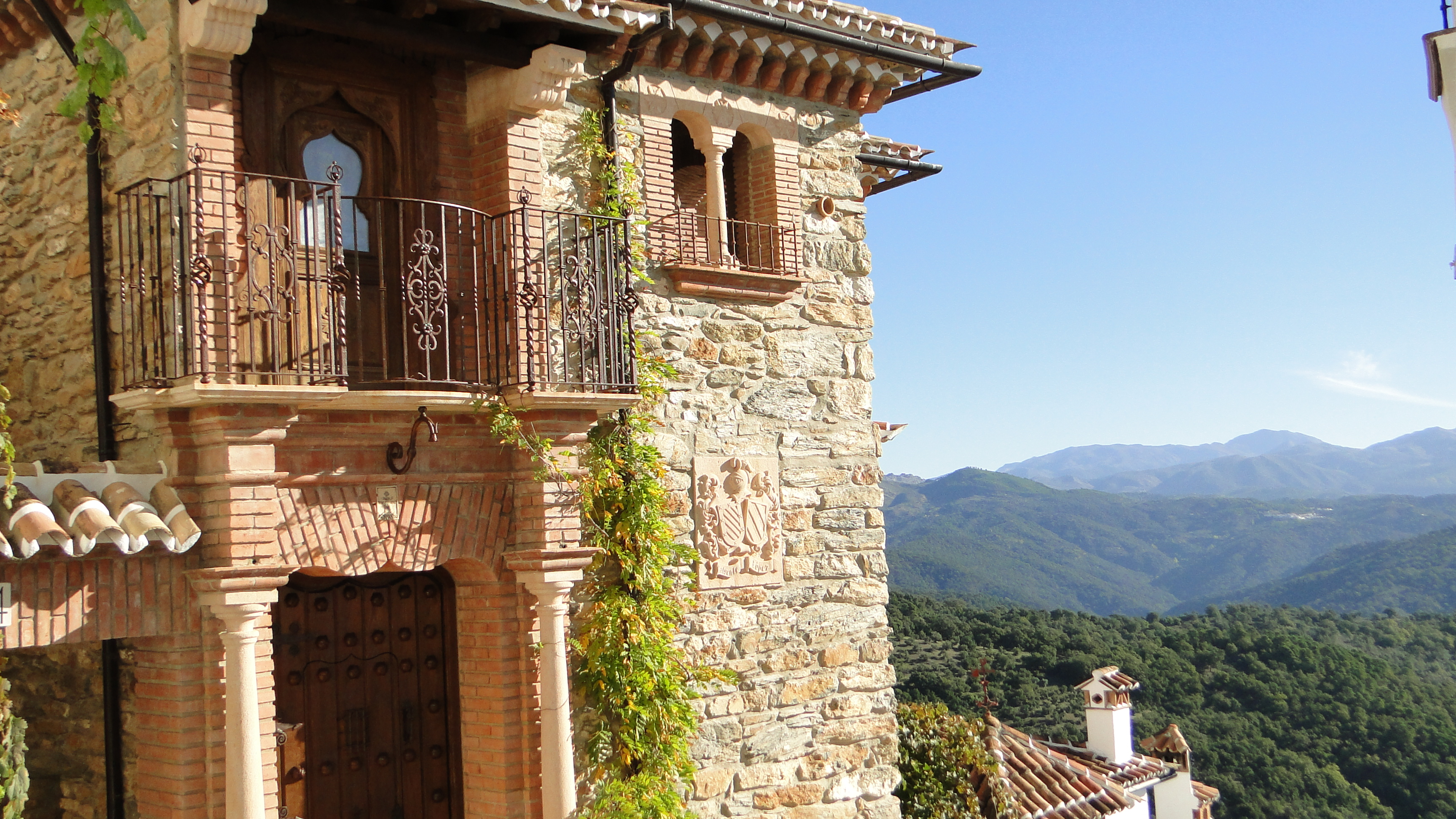
Benalauría (Málaga

La administración política del municipio se realiza a través de un Ayuntamiento de gestión democrática cuyos componentes se eligen cada cuatro años por sufragio universal. El censo electoral está compuesto por todos los residentes empadronados en Benalauría mayores de 18 años y nacionales de España y de los restantes Estados miembros de la Unión Europea. Según lo dispuesto en la Ley del Régimen Electoral General, que establece el número de concejales elegibles en función de la población del municipio, la Corporación Municipal de Benalauría está formada por 7 concejales.

## Patrimonio

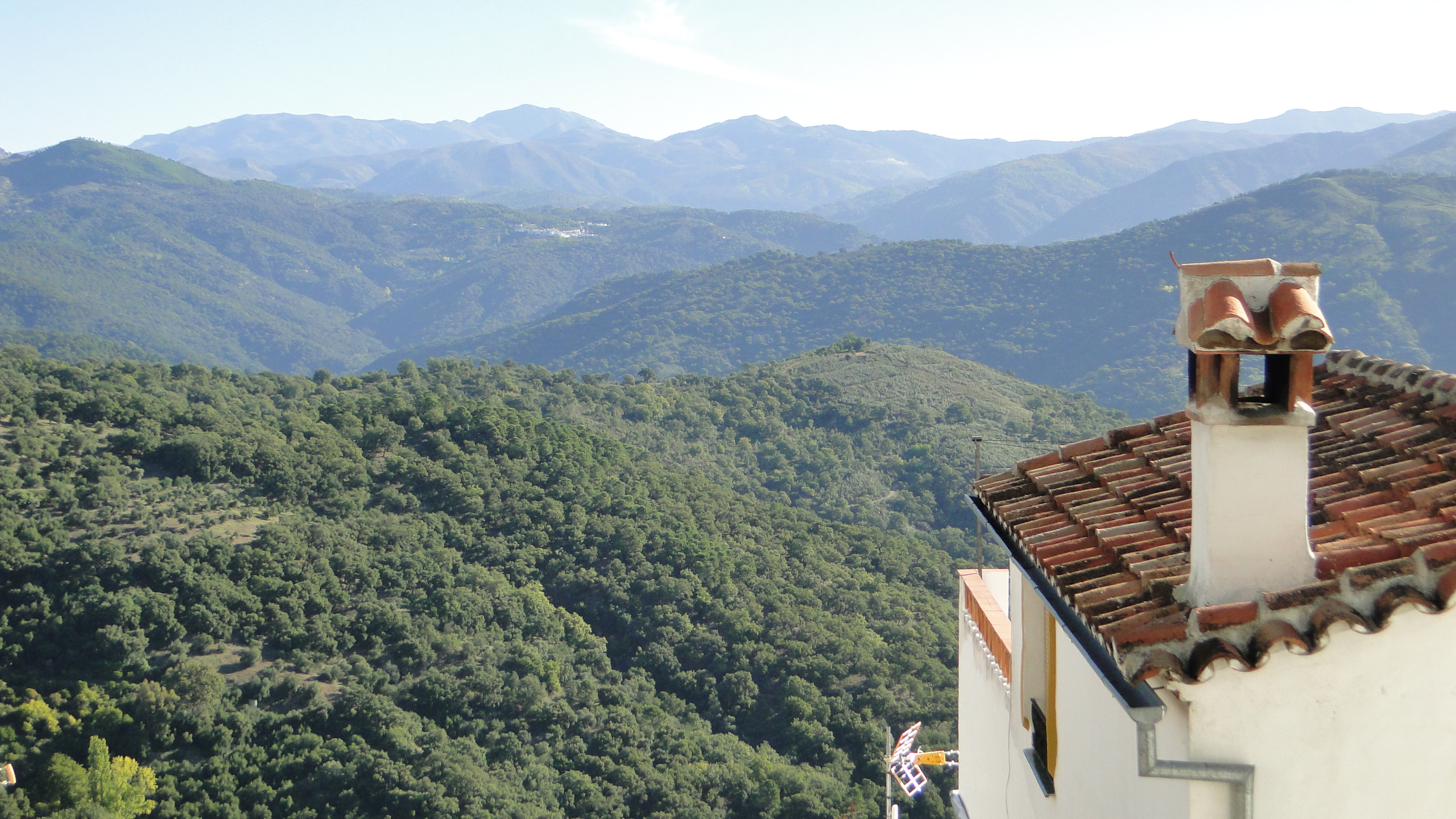
Benalauría (Málaga

Columbario romano del Cortijo del Moro: Monumento funerario romano, probablemente del siglo I d. C. La construcción de la cámara sepulcral es de planta rectangular con una única sala con paredes de tres hiladas de piedras que tienen la misma altura.

## Fiestas
- Mayoː romería de Siete Pilas
- Moros y Cristianos en honor del patrón local, Santo Domingo de Guzmán, primer fin de semana de agosto.[10]
- Virgen del Rosario, 7 de octubre.